# Cloîtres de Monteoliveto
Les cloîtres de Monteoliveto sont des cloîtres monumentaux du centre historique de Naples.
Le complexe de Monteoliveto, déjà à l'époque de sa fondation, était une grande structure religieuse composée de sept espaces ouverts divisés en jardins et cloîtres. La suppression des ordres religieux de 1799 réussit à disloquer ses parties en habitations privées et publiques.

## Description
À l'origine, se trouvaient quatre cloîtres. Le grand cloître rectangulaire se composait de deux ordres de voûtes soutenus par sept arcs sur le côté le plus court et neuf sur le côté le plus long. Le second cloître était de style Renaissance et était formé de deux ordres de colonnes ; de plus, il était fermé d'un côté par un bâtiment, érigé plus tard. Le troisième cloître était composé de dix-neuf arches (quatre du côté le plus court et cinq du côté le plus long). Au centre de celui-ci est encore présent le puits en marbre du XVIIe siècle ; il a une forme octogonale et se caractérise par une architrave soutenue par deux colonnes corinthiennes.
Aujourd'hui, le Grand Cloître et le Cloître de service ont été restaurés, mais le taux élevé de pollution a cependant corrodé le matériau avec lequel ils ont été construits.

## Source de traduction
- (it) Cet article est partiellement ou en totalité issu de l’article de Wikipédia en italien intitulé « Chiostri di Monteoliveto » (voir la liste des auteurs).